# Condado de Beckham
O Condado de Beckham é um dos 77 condados do estado americano do Oklahoma. A sede do condado é Sayre, e a sua maior cidade é Elk City.
O condado tem uma área de 2342 km² (dos quais 6 km² estão cobertos por água), uma população de 19 799 habitantes, e uma densidade populacional de 8 hab/km² (segundo o censo nacional de 2000). O condado foi fundado em 1907. O seu nome é uma homenagem a J. C. W. Beckham (1869 – 1940), que foi governador do Kentucky (1900-1907) e senador pelo mesmo estado (1915-1921).